# Lars Johannes Lie
Lars Johannes Lie (30. marts 1831 i Kristiania — 1917) var en norsk læge, fætter til Sophus Lie, svigersøn af Arvid August Afzelius.
Lie var 1853—81 prosektor i normal anatomi ved universitetet. Han har udgivet en Lærebog i deskriptiv anatomi (1867), afhandlinger Om fascierne (1876), Perineum (1879), Chirurgisch anatomischer Atlas (1880) med mere. Lie boede fra 1881 som marinelæge på Horten og var 1892—98 chef for marinens sanitet.